# Limonia perissoptera
Limonia perissoptera là một loài ruồi trong họ Limoniidae. Chúng phân bố ở miền Australasia.